# Parties intimes (film, 2013)
Pour les articles homonymes, voir Parties intimes (homonymie).
Pour plus de détails, voir Fiche technique et Distribution.
Parties intimes (Интимные места) est un film russe réalisé par Natalia Merkoulova et Alexeï Tchoupov, sorti en 2013.

## Fiche technique
- Titre original : Интимные места
- Titre français : Parties intimes[1]
- Réalisation et scénario : Natalia Merkoulova et Alexeï Tchoupov
- Photographie : Mart Taniel
- Montage : Ru Hasanov
- Pays d'origine : Russie
- Format : Couleurs - 35 mm - 1,78:1
- Genre : comédie dramatique
- Durée : 80 minutes
- Dates de sortie :
  -  Russie : 5 juin 2013 (Kinotavr 2013), 12 septembre 2013 (sortie nationale)

## Distribution
- Youri Kolokolnikov : Ivan
- Youlia Aoug : Lioudmila
- Olesia Soudzilovskaya : Svetlana
- Ekaterina Shcheglova : Eva
- Alexeï Tchoupov : Sergueï
- Timour Badalbeyli : Boris
- Nikita Tarasov : Alexeï
- Dinara Yankovskaya : Sayana
- Pavel Artemiev : magicien
- Kseniya Katalimova : Olga
- Pavel Youlkou : chauffeur de Lioudmila

## Distinctions

### Récompenses
- Kinotavr 2013 : Prix du meilleur premier film et prix de la meilleure actrice pour Youlia Aoug[2],[3].

### Sélections
- Festival international du film de Karlovy Vary 2013 : sélection en compétition East of West.
- Festival du cinéma russe à Honfleur 2013 : sélection en compétition.